# Schizoloma nitens
Schizoloma nitens là một loài dương xỉ trong họ Lindsaeaceae. Loài này được Bedd. mô tả khoa học đầu tiên năm 1870.
Danh pháp khoa học của loài này chưa được làm sáng tỏ. 